# Андрула Василиу
Андрула Василиу (енгл. Androulla Vassiliou; 30. новембар 1943) је кипарска и европска политичарка. Између марта 2008. и фебруара 2010. била је европска комесарка за здравство, а затим, до новембра 2014. године, европска комесарка за образовање, културу, вишејезичност и младе. Василиу је веома активна на друштвеним и културним пољима, посебно у Организацији уједињених нација и Европској унији. На Кипру је имала важно место и у одбору многих јавних и приватних компанија.

## Каријера
Рођена је у Пафосу. Између 1961. и 1964. студирала је право у Лондону, Уједињено Краљевство, а затим између 1964. и 1966. студирала је међународне односе на лондонском институту за светске послове. Потом се вратила на Кипар 1968. године и бавила се правом, радећи као правни саветник банке, а затим у управном одбору различитих корпорација. Године 1988. прекинула је своју правну праксу када је њен супруг Георгије Василиу постао председник Кипра.

## Политичка каријера
Прва дама Кипра била је од 1988. до 1993. године.
Изабрана за представнички дом Кипра 1996, за покрет уједињених демократа. Поново је изабрана 2001. до 2006. године. За то време је радила у одбору за европске послове и у заједничком парламентарном одбору Кипра и Европске уније. Била је и алтернативни представник Кипра за европску конвенцију коју је сачинио европски устав.
Између 2001. и 2006. била је потпредседница савеза либерала и демократа за Европу и председавајуће европске мреже либералних жена.
У фебруару 2008. је номинована за наследника Маркоса Киприаноуа, за европског комесара за здравство. На другој комисији, фебруара 2010. године, постала је комесар образовања, културе, вишејезичности и младих.

## Остале активности и лични живот
Од 2002. године је председавајући саветник кипарског онколошког центра, а од 1996. је и председница кипарске федерације пословних жена.
Била је укључена у удружење нација Кипра, изабрана је за њеног председника четири узастопна мандата, учествовала је на бројним конференцијама о људским правима. Године 1991. изабрана је за председника светске федерације удружење нација и поново је изабрана на два мандата пре него што је постала председник.
Удата је за Георгија Василиа, бившег председника Кипра, са којим има троје деце. Њени хобији су музика, ходање, пливање и читање. Говори грчки, енглески и француски језик.